# UTC−10:00

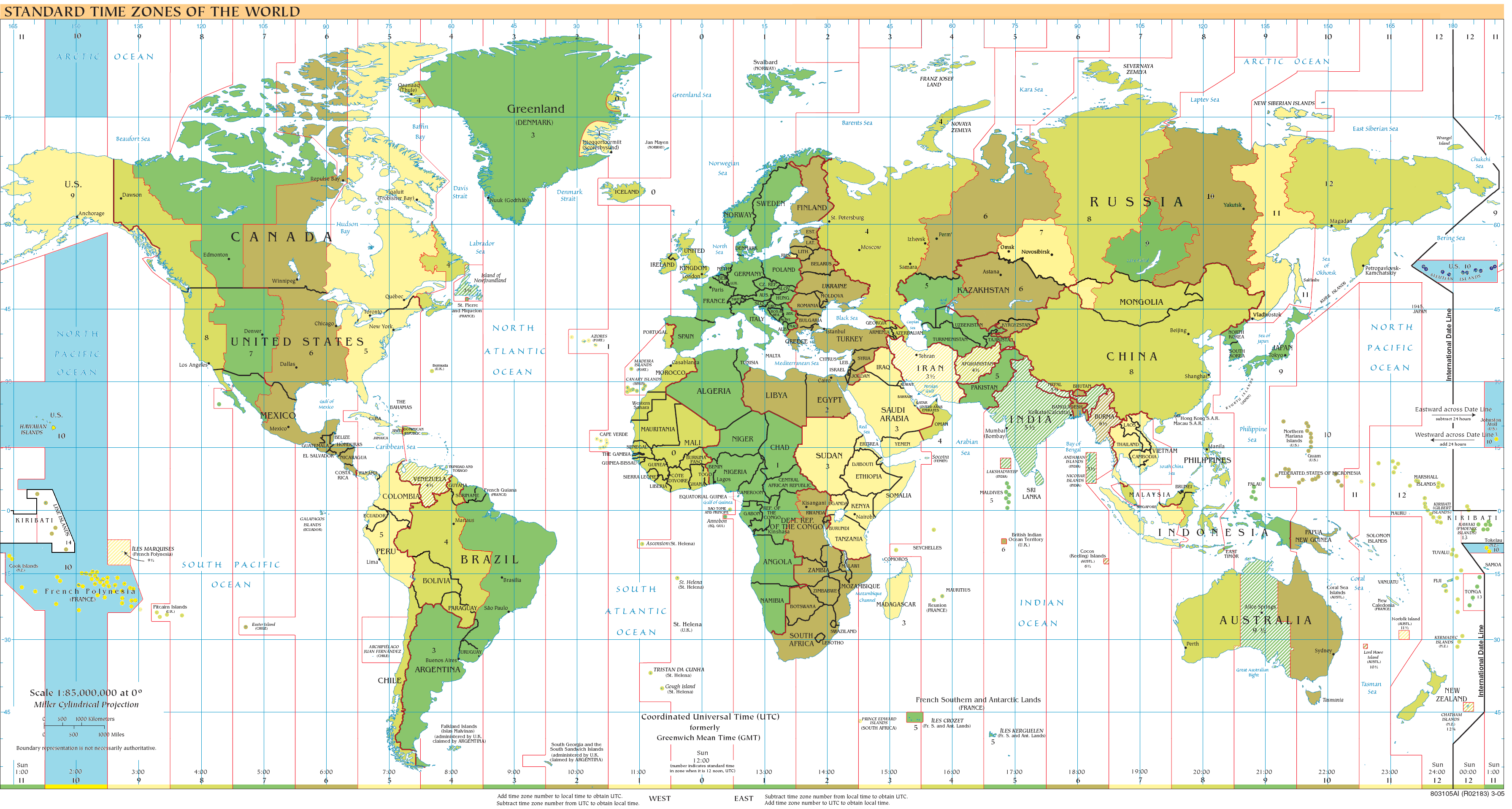
UTC–10:00-t használó területek:

Az UTC–10:00 egy időeltolódás, amely tíz órával van hátrább az egyezményes koordinált világidőtől (UTC).

## Alap időzónaként használó területek (az északi félteke telein)

### Észak-Amerika
- Egyesült Államok
  -  Alaszka 
    - Aleut-szigetek ny. h. 169° 30'-től nyugatra
      - Andreanof-szigetek
      - Négy vulkán-sziget
      - Patkány-szigetek
      - Near-szigetek

## Alap időzónaként használó területek (egész évben)

### Óceánia
- Egyesült Államok
  -  Hawaii

- - Az Amerikai Egyesült Államok lakatlan külbirtokai
    - Johnston-atoll

- Új-Zéland
  - Cook-szigetek

- Franciaország
  -  Francia Polinézia
    - Társaság-szigetek
    - Tuamotu-szigetek
    - Ausztrál-szigetek
    - Gambier-szigetek
      - Acteon szigetcsoport

## Történelmi változások
- Kiribati
  - Az ezt az időeltolódást eredetileg nyári időszámításként használó Line-szigetek (benne Kiritimati) 24 órát ugrottak a nemzetközi dátumválasztó vonal keleti felére, így átugorva 1994. december 31-ét, és átállva az UTC+14:00 időeltolódásra.

- Szamoa
  - Kiribatihoz hasonlóan 24 órát ugrottak át, hogy a dátumválasztó keleti felére és az UTC+12:00 időeltolódásba kerüljenek, kihagyva 2011. december 30-át, hogy egyszerűsítsék az Ausztráliával és Új-Zélanddal való kereskedelmet. Mindezt 119 évvel előzte meg az éppen ellentétes döntés, amely akkor az Európával és Amerikával történő kereskedelmet igyekezett élénkíteni.[1]

## Időzónák ebben az időeltolódásban
| Időzóna neve angolul          | Időzóna neve magyarul  | Időzóna rövidítése |
| ----------------------------- | ---------------------- | ------------------ |
| Hawaii-Aleutian Standard Time | Hawaii-aleuti téli idő | HAST               |
| Cook Island Time              | Cook-szigeteki idő     | CKT                |
| Tahiti Time                   | Tahiti idő             | TAHT               |
| Whiskey Time Zone[a]          | -                      | W                  |

## Megjegyzés
↑ a:  Katonai időzóna.

## Fordítás
Ez a szócikk részben vagy egészben  az   UTC−10:00 című angol Wikipédia-szócikk ezen változatának fordításán alapul.  Az eredeti cikk szerkesztőit annak laptörténete sorolja fel. Ez a jelzés csupán a megfogalmazás eredetét és a szerzői jogokat jelzi, nem szolgál a cikkben szereplő információk forrásmegjelöléseként.